# Lê Lai
Lê Lai là một tướng lĩnh tham gia Khởi nghĩa Lam Sơn, ông được coi là một anh hùng, một tấm gương trung nghĩa với sự kiện nổi tiếng trong lịch sử Việt Nam là cải trang thành Lê Lợi và bị quân Minh giết chết.

### Đền thờ Lê Lai

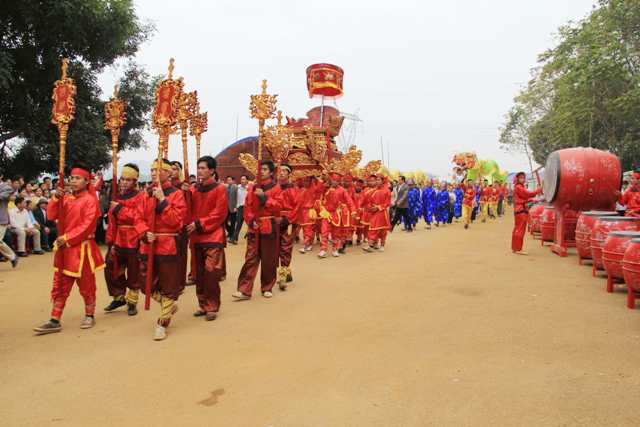
Rước kiệu từ làng Thành Sơn về Đền thờ Trung túc Vương Lê Lai.